# Bergen auf Rügen
Bergen auf Rügen è uno dei principali centri di Rügen, la più grande isola della Germania, appartenente al land Meclemburgo-Pomerania Anteriore (Meckenburg-Vorpommern) (nord-est del Paese).
Appartiene al circondario (Landkreis) della Pomerania Anteriore-Rügen ed è capoluogo della comunità amministrativa (Amt) di Bergen auf Rügen.
Dal 1º gennaio 2011 ha assorbito l'abitato di Thesenvitz, che prima era un comune autonomo.
Quest'isola ha ospitato il set del telefilm La nostra amica Robbie.

## Geografia fisica

### Posizione
La cittadina è situata nella parte centrale dell'Isola di Rügen.